# Хийтклиф (сериал, 1984)
„Хийтклиф“ (на английски: Heathcliff) е анимационен сериал, който дебютира на 5 септември 1984 г. Той е вторият сериал, който е базиран на комикса „Хийтклиф“ и е продуциран от DIC Entertainment. До 1987 г. са излъчени общо 86 епизода. Първият сериал по комикса е „Хийтклиф“ с дебют през 1980 г. и е продуциран от Ruby-Spears. Мел Бланк озвучава едноименния герой и в двата сериала.

## Филм
„Хийтклиф: Филмът“ е пуснат на 17 януари 1986 г. и включва седем сегмента от оригиналния сериал:
- Котешка храна за размисъл
- Дубльорът на Хийтклиф
- Сиамските близнаци
- Военно училище
- Кръстника
- Бум Бум Пусини
- Обещанието на татко

## „Хийтклиф“ в България
В България самият сериал все още не е излъчен. „Хийтклиф: Филмът“ е пуснат за пръв път по Канал 1 на 25 декември 1998 г. Малко по-късно през 1999 г. е повторен по Ефир 2. В дублажа участват Мирослав Цветанов, Мирослав Чекринов и Георги Тодоров, който озвучава Хийтклиф.